# Бицента
Бицента (осет. Быцентæ) — в осетинском нартском эпосе название рода низкорослых людей биценов, которые не были нартами. Люди из рода Бицента были дружественны к нартам. 

## Мифология
Нартский эпос описывает биценов как добропорядочных, благородных и честных людей. В некоторых вариантах Нартского эпоса род Бицента или Бценов принадлежал водному владыке Донбеттыру.
Один человек из этого рода был третейским судьёй в споре между тремя нартами Урузмагом, Сахугом и Хамыцом, оспаривавших друг у друга шкуру чёрной лисицы, которая была подстрелена ими одновременно. По совету Сырдона они обратились к «самым честным судьям», среди которых оказался Дыченага из рода Бицента:

«И выбрали они тут Алагаты, Диго и Дыченага Биценаты, трёх древних и почётных стариков, чтоб решить вопрос без обиняков»  .

Из рода Бицента происходила мать Батрадза и жена Хамыца. Однажды Хамыц охотился с юношей из рода Бицента и был восхищён его ловкостью и смекалкой. Тогда Хамыц решил породниться с этим родом карликов. Бицента согласились отдать в жёны Хамыцу девушку из их рода:

«Бицента ему говорят: "Мы вспыльчивы, нетерпеливы, низкорослы: высотою в два удзесна, шириною — чуть меньше этого. Сила наша и наше мужество испытаны. Мы отдадим за тебя нашу красавицу-сестру, и она пригодится тебе в жёны, если сумеешь её сберечь» 

Хамыц заплатил выкуп за невесту в размере чистым золотом три тысячи монет и женился на девушке из рода Бицента, от которой родился Батрадз.
Кадаг «Рождение Батрадза» описывает жену Хамыца как женщину такого малого роста, что Хамыц клал её  себе в карман

## Источник
- Ж. Дюмузель, Осетинский эпос и мифология, М., Главная редакция восточной литературы, изд. «Наука», репринтное издание 1976 года, стр. 247—249
- Нарты, Осетинский героический эпос, Главная редакция восточной литературы, М., 1989, стр.221 — 234, ISBN 5-02-016996-X